# Покровская волость (Купянский уезд)
Покро́вская во́лость — историческая административно-территориальная единица Купянского уезда Харьковской губернии с центром в слободе Покровская.
По состоянию на 1885 год состояла из 21 поселения, 18 сельских общин. Население — 9573 человека (4752 мужского пола и 4821 — женского), 1208 дворовых хозяйств.
|                        | Площадь, десятин | В том числе пахотной, дес. |
| ---------------------- | ---------------- | -------------------------- |
| Сельских общин         | 16185            | 10573                      |
| Частной собственности  | 15104            | 4837                       |
| Казенной собственности | 1280             | 400                        |
| Другой собственности   | 319              | 181                        |
| В целом                | 32888            | 15991                      |

### Основные поселения волости[2]
- Покровская (Гнилое) — бывшая государственная слобода при реке Гнилая Вершина а 45 верстах от уездного города, 4818 человек, 601 дворовое хозяйство, православная церковь, молитвенный дом, 3 постоялых двора, 8 лавок, красильный завод, 6 ярмарок в год. За 8 верст — паровая мельница.
- Араповка (Клепицкое) — бывшее государственное село, 333 человека, 48 дворовых хозяйств, православная церковь, школа.
- Ильинка — бывшее государственное село, 656 человек, 83 дворовых хозяйства.

### Храмы волости[3]
- Ахтырско-Богородичная церковь в селе Араповке (построена в 1845 г.[4])
- Покровская церковь в слободе Покровской (построен в 1824 г.[4])
- Троицкая церковь в слободе Покровской (построен в 1894 г.[4])